# Закшув (Піньчовський повіт)
Закшув (пол. Zakrzów) — село в Польщі, у гміні Пінчів Піньчовського повіту Свентокшиського воєводства.
Населення — 199 осіб (2011).
У 1975-1998 роках село належало до Келецького воєводства.

## Демографія
Демографічна структура на день 31 березня 2011 року:
|          | Загалом | Допрацездатний вік | Працездатний вік | Постпрацездатний вік |
| -------- | ------- | ------------------ | ---------------- | -------------------- |
| Чоловіки | 102     | 17                 | 76               | 9                    |
| Жінки    | 97      | 16                 | 48               | 33                   |
| Разом    | 199     | 33                 | 124              | 42                   |